# Нові Містшевиці
Нові Містшевиці (пол. Nowe Mistrzewice) — село в Польщі, у гміні Млодзешин Сохачевського повіту Мазовецького воєводства.
Населення — 71 особа (2011).
У 1975-1998 роках село належало до Скерневицького воєводства.

## Демографія
Демографічна структура станом на 31 березня 2011 року:
|          | Загалом | Допрацездатний вік | Працездатний вік | Постпрацездатний вік |
| -------- | ------- | ------------------ | ---------------- | -------------------- |
| Чоловіки | 38      | 6                  | 29               | 3                    |
| Жінки    | 33      | 7                  | 16               | 10                   |
| Разом    | 71      | 13                 | 45               | 13                   |